# Döng-Bulak
Döng-Bulak (kirgisisch Дөң-Булак, russisch Ден-Булак Den-Bulak) ist ein Dorf im Oblus Osch (Kirgisistan) mit 3418 Einwohnern (Stand 2022). Es ist Teil des Rajon Ösgön. Das Dorf wurde 1930 gegründet.

## Geographie
Es liegt am linken Ufer des Flusses Dschasy, 1015 m über dem Meeresspiegel. Das Dorf liegt 4 km südöstlich der Stadt Ösgön. Es ist 50 km vom nächsten Bahnhof in Kara-Suu entfernt.

## Bevölkerung
| Jahr | Einwohner |
| ---- | --------- |
| 2009 | 1399      |
| 2022 | 3418      |